# Fokker Dr.I
Fokker Dr.I – niemiecki jednomiejscowy samolot myśliwski, trójpłatowiec z okresu I wojny światowej, który powstał w odpowiedzi na pojawienie się w lutym 1917 roku brytyjskiego trójpłatowca Sopwith Triplane, jednak nie był jego kopią, tylko samodzielnym projektem. Samolot został zaprojektowany przez Antona Fokkera i szefa warsztatu doświadczalnego zakładów Fokkera Reinholda Platza. Wyprodukowano 320 egzemplarzy.

## Konstrukcja
Fokker Dr.I był wolnonośnym trójpłatem z kratownicowym kadłubem krytym płótnem, gruby profil płatów i ich niewielka rozpiętość zapewniały mu doskonałą zwrotność i wznoszenie. Jednak trzeci płat zwiększył opór czołowy, w związku z czym samolot z dość słabym silnikiem rotacyjnym o mocy 110 koni mechanicznych rozwijał maksymalnie 165 km/h. Z tego względu nie nadawał się do pościgu za szybszymi dwupłatowcami, był natomiast doskonały w walce kołowej. Jego uzbrojenie to 2 karabiny maszynowe LMG 08/15 strzelające przez śmigło.

## Użycie w lotnictwie
Pierwsze dwa egzemplarze maszyny zostały przetestowane przez najlepszych wówczas pilotów myśliwskich: Wernera Vossa i Manfreda von Richthofena („Czerwonego Barona”), których opinia miała decydujący wpływ na wprowadzenie samolotów na front w październiku 1917 roku.
21 kwietnia 1918 roku von Richthofen wystartował na Fokkerze Dr.I z dziewięcioma innymi pilotami z lotniska w Cappy. Grupa nawiązała nad miejscowością Morlancourt niedaleko Sommy walkę powietrzną z brytyjskimi samolotami Sopwith Camel. Richthofen w czasie pościgu samolotu, dostał się pod ostrzał lecącego mu na ratunek innego Camela, pilotowanego przez Arthura „Roya” Browna. Równocześnie wojska australijskie, zajmujące pozycje w tym rejonie, otworzyły do jego samolotu intensywny ostrzał z karabinów maszynowych Vickers. Richthofen skręcił samolot w kierunku prześladowcy i wówczas został trafiony jednym z pocisków wystrzelonych z tych karabinów, po czym jego samolot spadł na ziemię za liniami ententy. W wyniku trafienia „Czerwony Baron” zmarł.  
Fokker Dr.I nie miał bezpośredniego następcy, innych trójpłatów dla Luftstreitkräfte Niemcy seryjnie nie budowali. Zastąpił go Fokker D.VII.

## Galeria

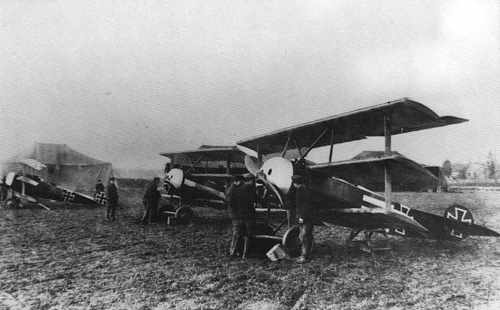
Fokkery Dr.I w jednostce Jagdstaffel 12
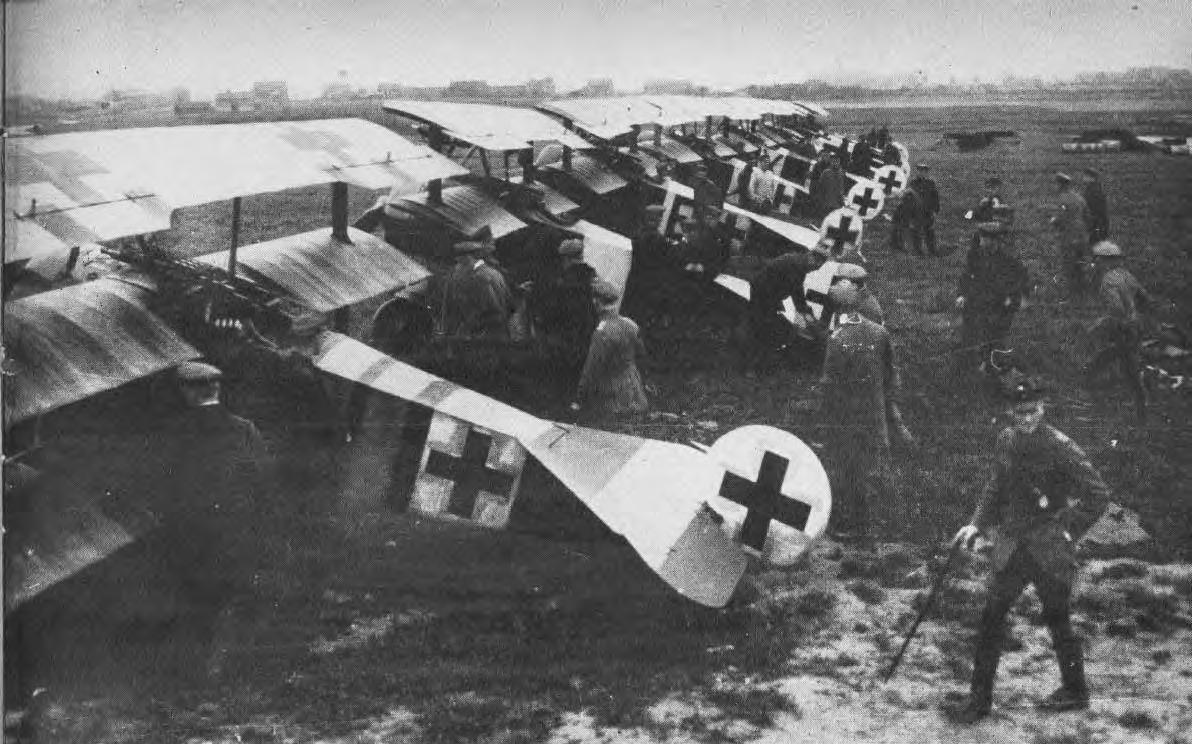
Fokkery Dr.I w jednostce Jagdstaffel 26
- Australijscy żołnierze ze szczątkami Fokkera Dr.I należącego do Manfreda von Richthofena
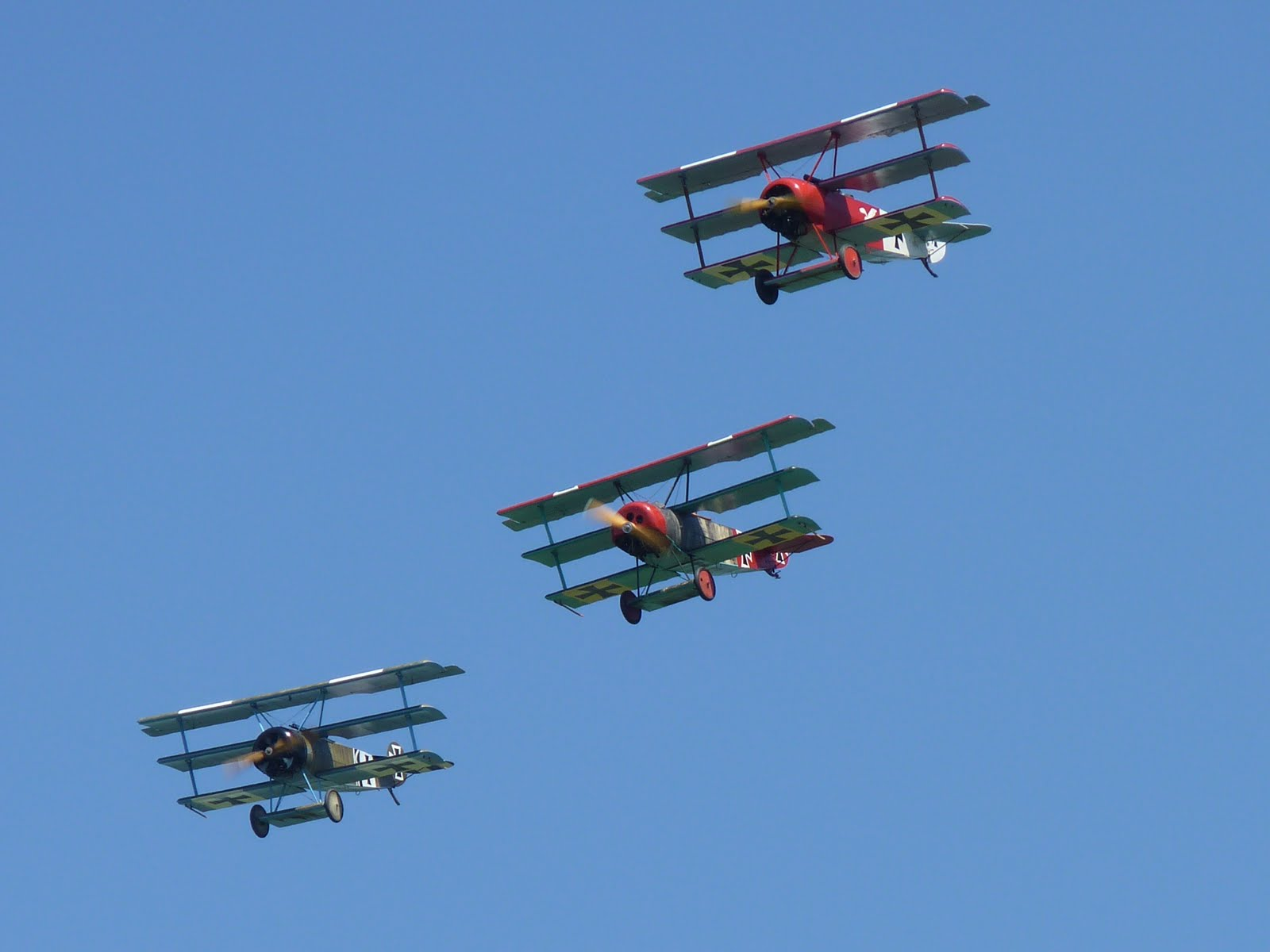
Trzy Fokkery Dr.I na zlocie we Francji